# Assureti
Assureti (georgisch ასურეთი; gemäß georgischem Transkriptionssystem Asureti, deutsch Elisabethtal) ist ein Dorf in der Nähe von Tiflis in der georgischen Verwaltungsregion Niederkartlien und gehört heute zur Munizipalität Tetrizqaro.

## Lage
Assureti liegt knapp 20 Kilometer Luftlinie (per Straße 32 Kilometer) südwestlich von Tiflis auf 720 m über dem Meeresspiegel am rechten Rand der Assuretula-Schlucht.

## Geschichte

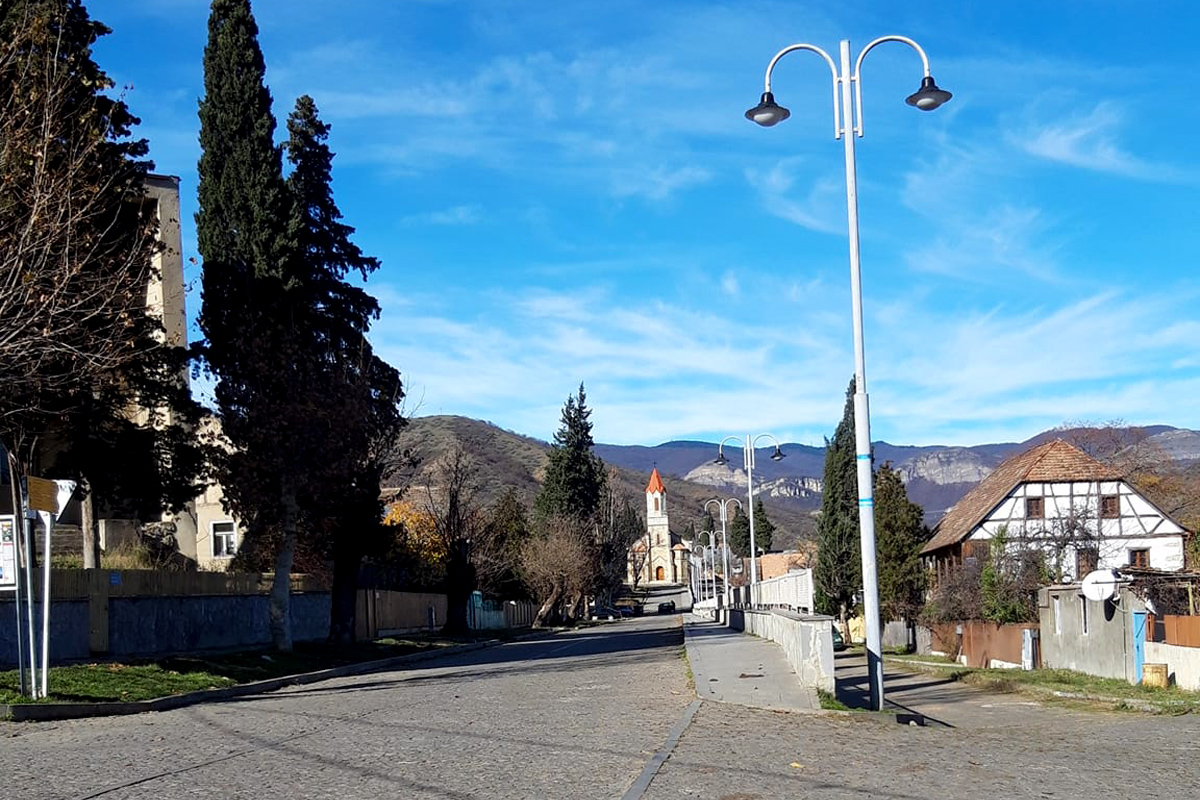
Die Schwabenstraße mit der deutschen evangelisch-lutherischen Kirche und einem Fachwerkhaus

Das Dorf wurde am 19. November 1818 von Kaukasiendeutschen unter dem Namen Elisabethtal oder Elisabeththal von 72 deutschen Auswandererfamilien gegründet. Der damalige Zivilgouverneur wählte diesen Namen, weil die Gründung des Dorfes auf den Tag der Hl. Elisabeth fiel. 1857 verließen 38 Familien nach Streitigkeiten um Religionsfragen Elisabethtal und gründeten das Dorf Alexanderhilf in der Nähe von Zalka. Weitere deutsche Familien aus Elisabethtal gründeten das Dorf Steinfeld (Kotishi) in der Nähe von Marabda.
Nach der Annexion der Demokratischen Republik Georgien durch Sowjetrussland 1921 erhielt Elisabethtal den georgischen Namen Assureti. Von 1932 bis 1938 bestand in Assureti die Kollektivwirtschaft (Kolchose) Concordia, die im Weinbau und der Erforschung der Schädlingsbekämpfung sehr erfolgreich war. Nach dem Angriff der Wehrmacht auf die Sowjetunion im Juni 1941 wurden die deutschen Einwohner im Oktober 1941 nach Sibirien und Kasachstan deportiert.
Aus Elisabethtal stammen die deutschen Vorfahren von Nadeschda Allilujewa, der Ehefrau Josef Stalins.
In Erinnerung an die Ansiedlung der Deutschen 200 Jahre vorher wurde 2017 die vormalige Stalinstraße in Schwabenstraße  umbenannt und erhielt eine durchgehende deutsch-georgische Beschilderung.

## Bildergalerie

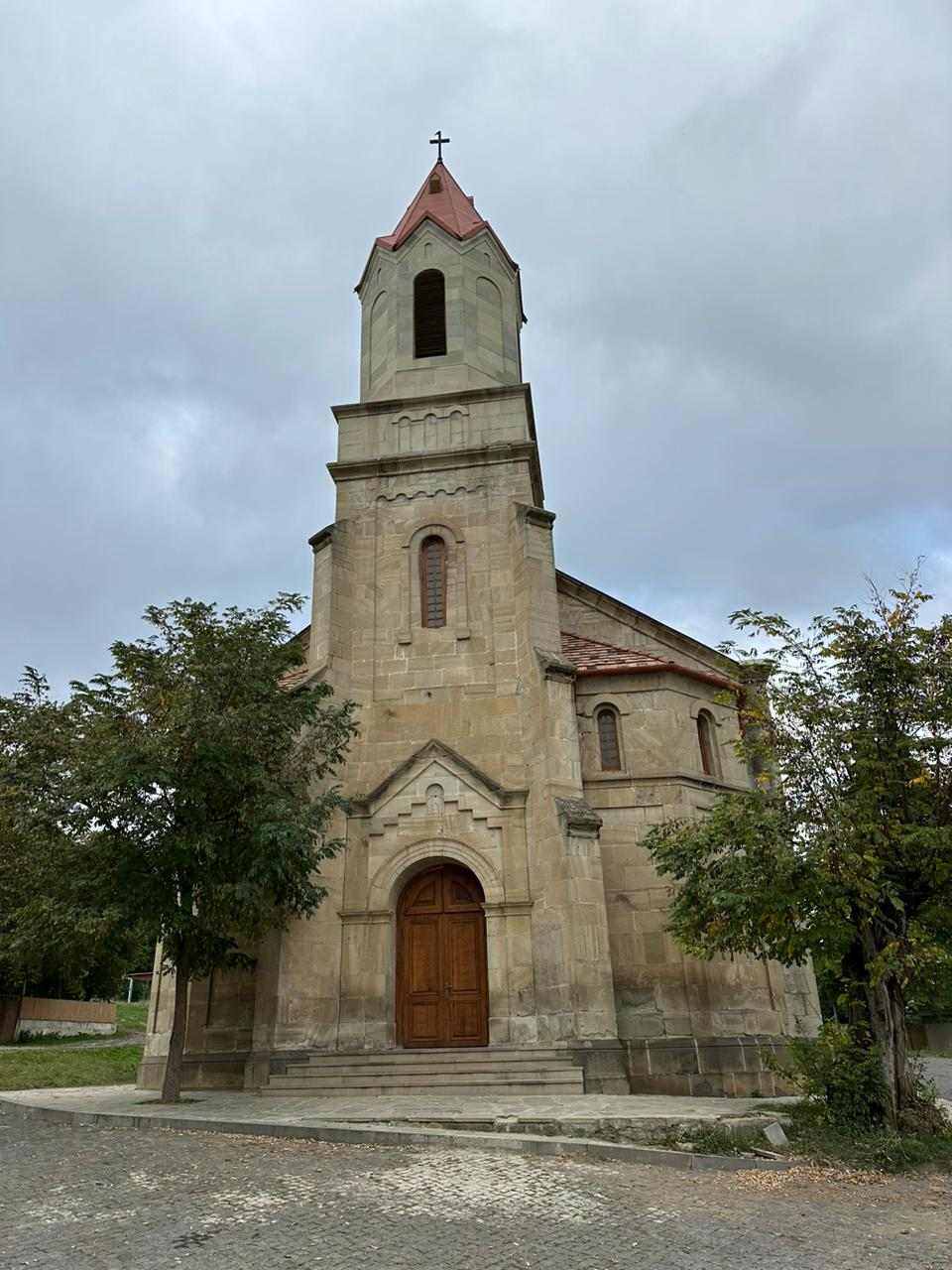
Ehem. Ev.- Luth. Erlöserkirche von Elisabethtal, heute Assureti. Architekt Albert Salzmann (Альберт Фёдорович Зальцман), erbaut 1871, profaniert 1930, nach 2000 schrittweiser Wiederaufbau.
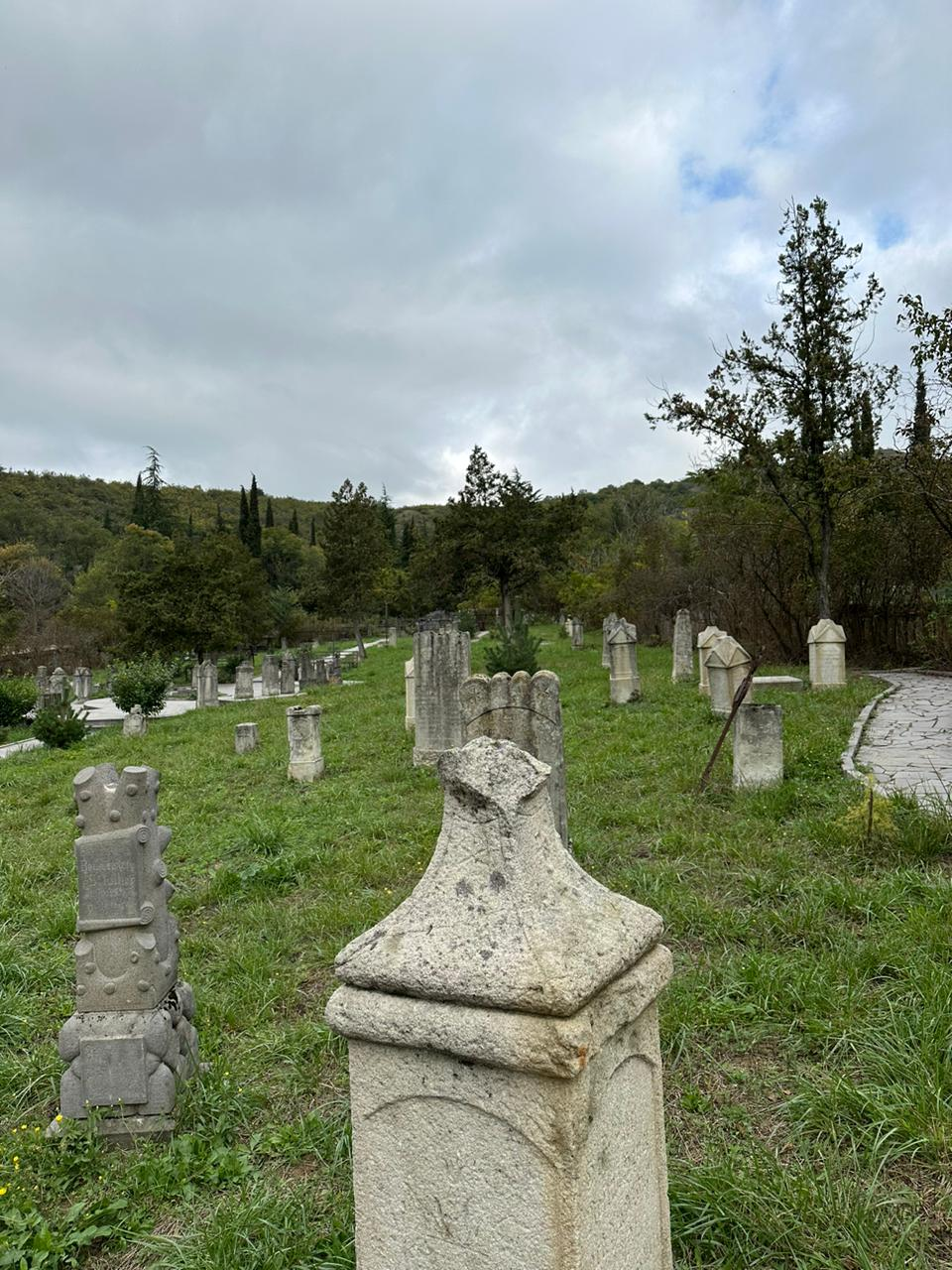
Ehem. deutscher Friedhof von Elisabethtal
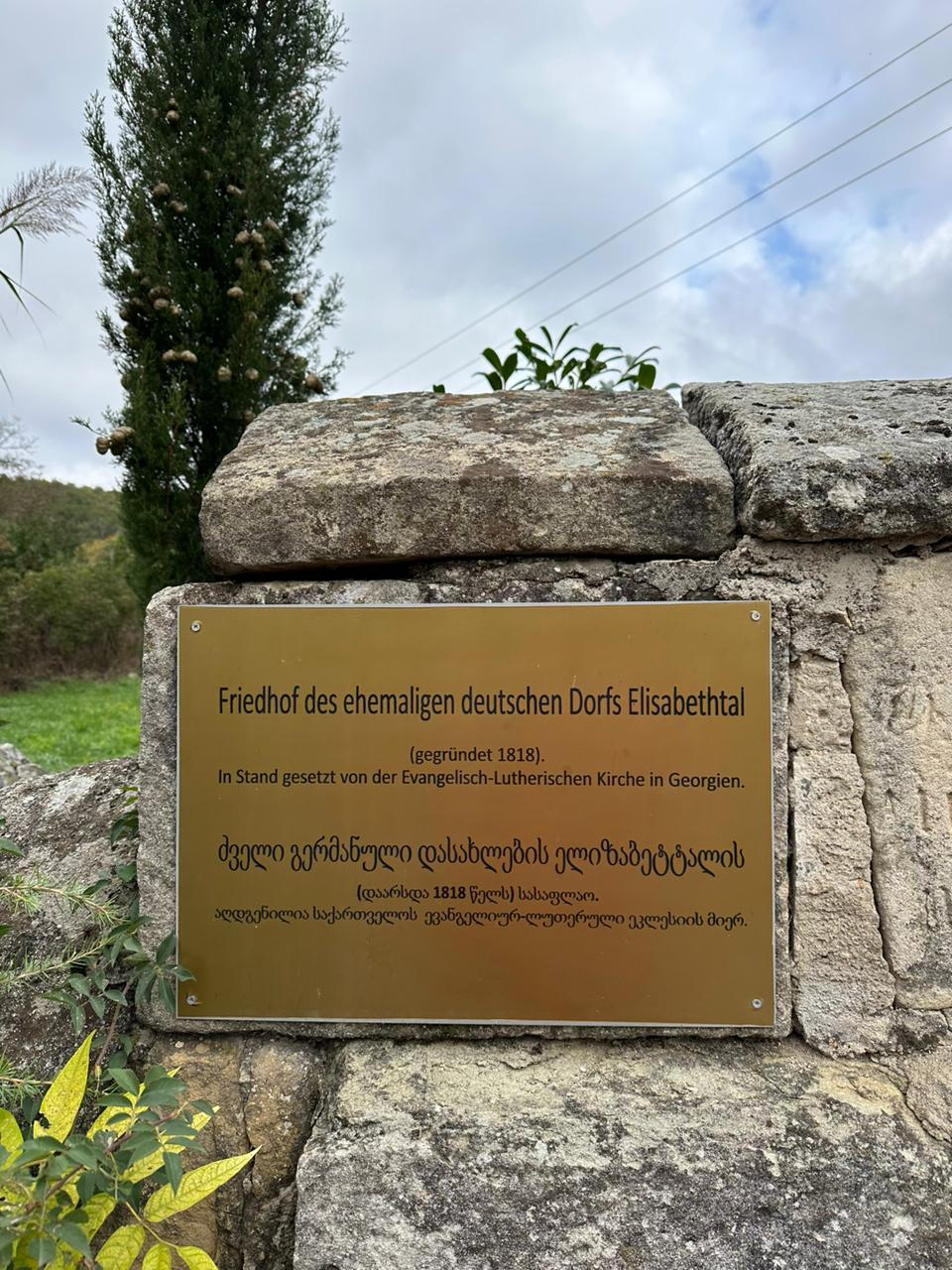
Ehem. deutscher Friedhof von Elisabethtal, Beschriftungtafel am Eingang in Deutsch und Georgisch.
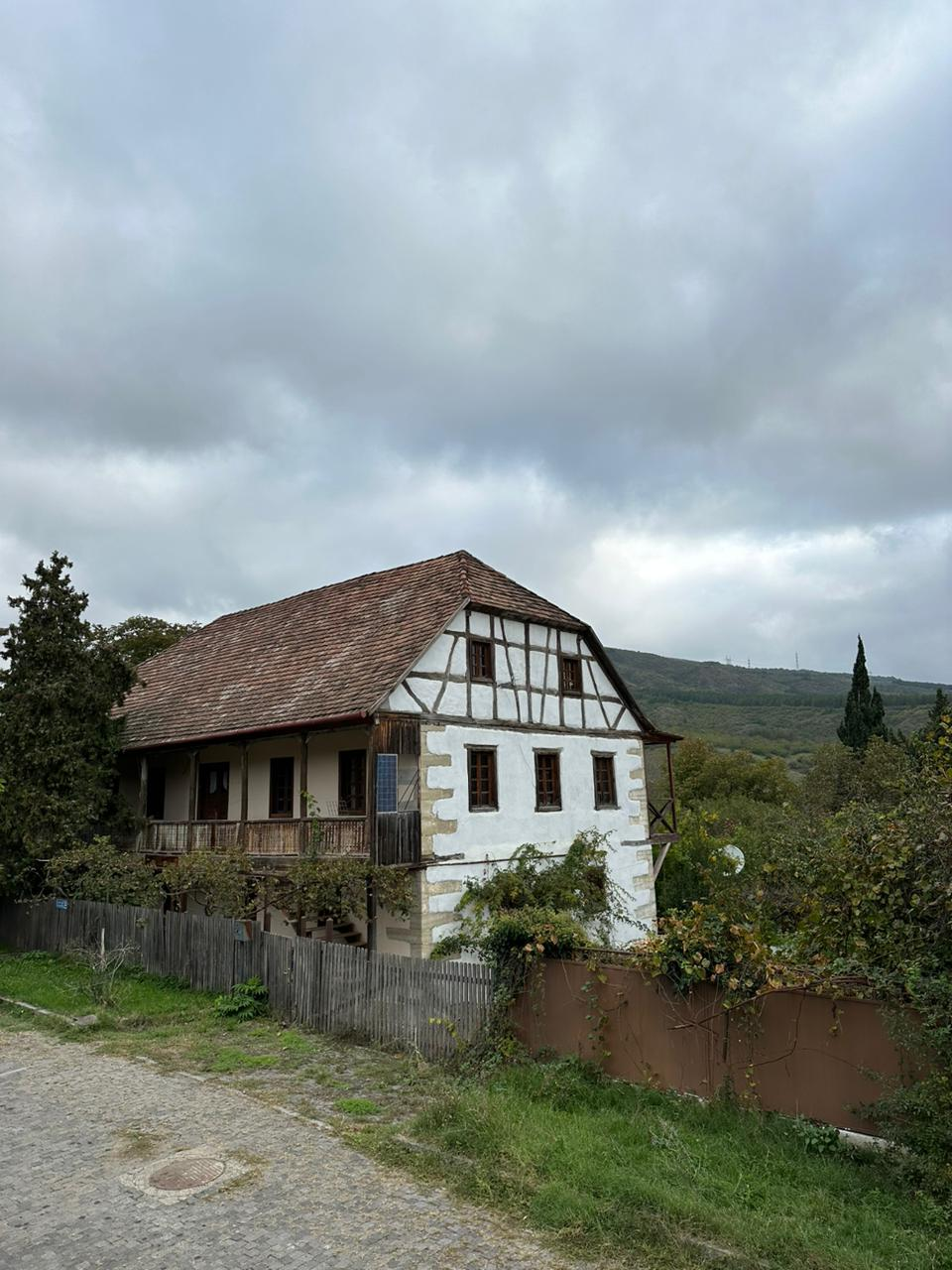
Elisabethtal, heute Assureti, ehem. deutsches Bauernhaus in Massivbauweise, mit Fachwerk
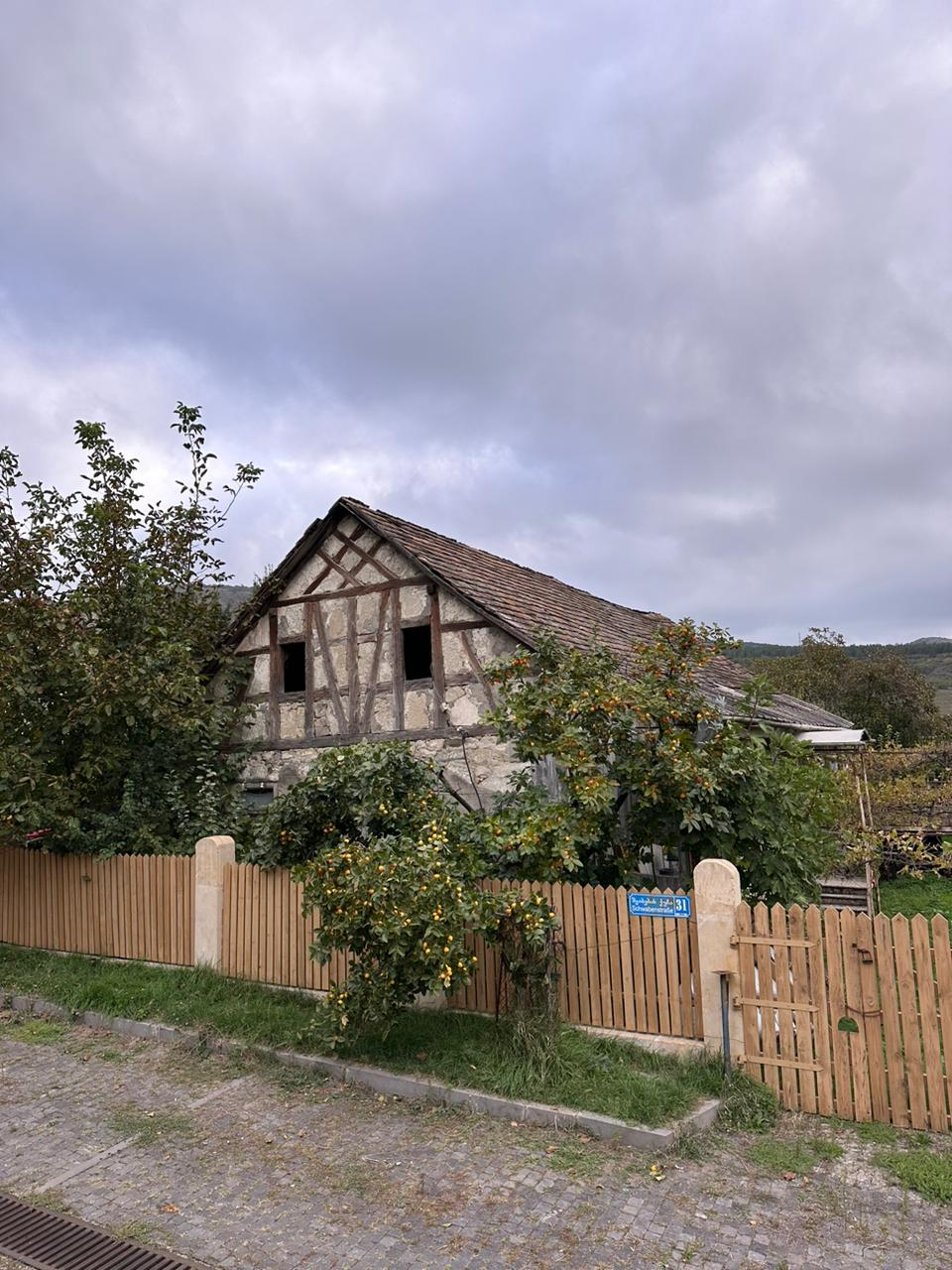
Elisabethtal, heute Assureti, ehem. deutsches Bauernhaus (Nr. 31) in Fachwerkbauweise.